# Rovaniemen Keskuskenttä
 (mai 2015).
Si vous disposez d'ouvrages ou d'articles de référence ou si vous connaissez des sites web de qualité traitant du thème abordé ici, merci de compléter l'article en donnant les références utiles à sa vérifiabilité et en les liant à la section « Notes et références ».
Rovaniemen Keskuskenttä est un stade de football et d'athlétisme situé à Rovaniemi, en Finlande qui a ouvert ses portes en 1953. Le stade constitue le lieu des matchs à domicile de l'équipe de football de RoPS.

## Caractéristiques
Le stade est bordé d'une tribune de 800 spectateurs et de la nouvelle tribune de 2 003 spectateurs.
La nouvelle tribune principale de 2003 places, inaugurée le 10 juillet 2015,  est conçue par le cabinet d'architectes Artto Palo Rossi Tikka.
L'autre tribune couverte de 800 places est aussi inaugurée en 2015.
Depuis 2009, le stade est équipé d'un gazon synthétique chauffé et d'une piste d'athlétisme. 
Le stade à trois pistes de course de couleur verte et une quatrième en face de la tribune principale.
Depuis 2008, le stade à un éclairage de 1 000 lux.

## Histoire
Le record de spectateurs est de 8 543 spectateurs, le 4 novembre 1987 avec la réception du KS Vllaznia Shkoder par le RoPS en Coupe des Vainqueurs de Coupe (C2).